# Trafford
 53° 26′ 0″ N, 2° 18′ 0″ W
Metropolitan Borough of Trafford er en storbyforstad til Greater Manchester, England. Metropolitan Borough har 237.579(2020) indbyggere, et areal på 106 km² og inkluderer byerne Altrincham, Partington, Sale, Stretford, og Urmston.